# Ораич-Толич, Дубравка
Дубравка Ораич-Толич (хорв. Dubravka Oraić-Tolić; р. 1 августа 1943, Славонский Брод) — югославский и хорватский литературовед. Действительный член Хорватской академии наук и искусств (2014).

## Биография
Дубравка Ораич-Толич родилась 1 августа 1943 года в Славонском Броде.
В 1962—1966 годах в Загребе и в 1967—1969 годах в Вене изучала философию, русский язык и литературу. Магистерскую диссертацию защитила по пейзажу в произведениях Антуна Густава Матоша, докторскую — по теме цитатности в литературе и культуре.
Преподаёт литературоведение на отделении восточнославянских языков и литератур философского факультета Загребского университета. Была приглашённым профессором в университетах Мюнхена (1992) и Геттингена (2007).
Перевела на хорватский язык роман «Петербург» Андрея Белого, трилогию Валентина Катаева («Трава забвения»), поэмы «Труба Гуль-Муллы» и «Зангези» Велимира Хлебникова.
Поэтические сборники Urlik Amerike и Palindromska apokalisa вышли на английском языке (American Scream; Palindrome Apocalypse. Portland: Ooligan Press, 2005) и были удостоены награды за лучший перевод года со славянских языков. Поэма Palindromnyj apokalipsis опубликована на хорватском и русском языках в книге «Хлебников и авангард».
Книга Muška moderna i ženska postmoderna («Мужской модернизм и женский постмодернизм», Zagreb: Ljevak, 2005) получила приз журнала Vjesnik за лучшую книгу 2006 года. Книга Akademsko pismo: Strategije i tehnike klasične retorike za suvremene studentice i studente («Академическое письмо: Стратегии и техники классической риторики для современных студенток и студентов», Zagreb: Ljevak, 2011) получила приз Хорватской академии наук и искусств 2013 года.

## Награды и премии
- Орден Хорватской звезды с ликом Марка Марулича (1996)
- Премия Владимира Назора (2020)[3]
- Международная отметина имени отца русского футуризма Давида Бурлюка[4]